# Älänne (sjö i Kajanaland)
Älänne är en sjö i Finland. Den ligger i kommunen Sotkamo i landskapet Kajanaland, i den centrala delen av landet, 400 km norr om huvudstaden Helsingfors. Älänne ligger 203,6 meter över havet. Den är 12,4 meter djup. Arean är 4,55 kvadratkilometer och strandlinjen är 13,92 kilometer lång. Sjön  ingår i Vuoksens huvudavrinningsområde.   I omgivningarna runt Älänne växer i huvudsak blandskog. Den sträcker sig 3,9 kilometer i nord-sydlig riktning, och 4,0 kilometer i öst-västlig riktning.
I övrigt finns följande i Älänne:
- Älänteensaari (en ö)

I övrigt finns följande vid Älänne:
- Älänteenjoki (ett vattendrag)